# Vasas FC
Vasas Sport Club – węgierski klub piłkarski z siedzibą w Budapeszcie. Obecnie klub uczestniczy w rozgrywkach Nemzeti Bajnokság II.

## Historia

### Chronologia nazw
- 1911 - 1925 Vas-és Fémmunkások Sport Clubja
- 1926 - 1943 Vasas SC
- 1943 - 1944 Nemzeti Nehézipari Munkások Kinizsi SC
- 1944 - 1949 Vasas SC
- 1949 - 1957 Budapesti Vasas SC
- 1957 - 1992 Vasas SC
- 1992 - 1993 Vasas SC-Smirnoff
- 1993 - 1995 Vasas Ilzer
- 1995 - 1996 Vasas Casino Vígadó
- 1997        Vasas SC
- 1997 - 2001 Vasas Danubius Hotels
- 2001 - 2003 Vasas SC
- 2003 - 2009? Budapesti Vasas SC
- 2009 - 2011 Vasas SC
- 2011 – 2012 Vasas–HÍD[1]
- 2012 Vasas SC[2]
- 2013 – Vasas FC

Źródło: 

### Powstanie klubu
Klub został założony 16 marca 1911 przez węgierskie stowarzyszenie hutników. Stąd nazwa Vasas która po węgiersku oznacza metalowca. Klub uważany był za robotniczy, związany był z lewicą, głównie z powodu położenia w dzielnicy XIII, tradycyjnego bastionu budapeszteńskej lewicy.
Po rozwiązaniu przez Strzałokrzyżowców MTK Budapeszt w 1940, jego prezes poprosił kibiców tego klubu o wspieranie Vasasa.

### Okres powojenny
Za czasów komunistycznych klub był hołubiony przez władze, a także robotników. Prezesem Vasas przed 1956 był János Kádár. Nie może więc dziwić fakt, że po rewolucji w 1956 klub stał się jednym z najlepszych w kraju. Do końca lat 60. zdobył 5 tytułów mistrzowskich. Ostatnie mistrzostwo klub wywalczył w sezonie 1976/1977. Później zespół najczęściej kończył rozgrywki w górnej części środka tabeli.

### Ostatnie lata
Pod koniec lat 90. zespół piłkarski sponsorowała sieć hoteli, gdy po sezonie 2000/2001 wycofała się, w następnym sezonie Vasas spadł z ligi po raz pierwszy od 1942. Nie było środków na dalszą grę na zapleczu ekstraklasy, Vasas wycofał się z rozgrywek jednak działaczom stołecznego klubu udało się doprowadzić do odkupienia miejsca w Nemzeti Bajnokság II w roku następnym od innego zespołu dzięki czemu po 2 latach ten zasłużony klub powrócił w szeregi najlepszych, gdyż zajął 2. miejsce za Honvédem Budapeszt. Vasas plasował się w środkowych rejonach tabeli. Klub ma sporo gruntów na terenie Budapesztu, na których grały do tej pory inne sekcje. W ostatnim czasie władze Vasasu przenoszą sekcje na Fay utca do odremontowanej nowoczesnej hali, a grunty ich poprzednich siedzib sprzedaje, dzięki czemu są pieniądze między innymi na trwającą obecnie renowację trybun stadionu piłkarskiego. W 2012 roku Vasas spadł do drugiej ligi, w której spędził 3 sezony. Powrócił na krótki okres 3 sezonów, notując nadspodziewanie udany sezon 2016/17, w którym zajął III miejsce i dotarł do finału pucharu. Jednak dobra gra klubu była chwilowa, i rok później Vasas spadł na 4 lata do II ligi. W międzyczasie w latach 2017-19 Vasas grał na stadionie Ujpestu z uwagi na budowę nowego stadionu na Fay utca, otwartego w 2019 r. Ostatni powrót do I ligi miał miejsce w 2022 r. i był nieudany -po roku niebiesko-czerwoni znów wylądowali na drugim szczeblu rozgrywek.  
W latach 2006–2009 w zespole występował Polak, Mariusz Unierzyski.

## Osiągnięcia
- Mistrz Węgier (6 razy): 1957, 1960/1961, 1961/1962, 1965, 1966, 1976/1977
- Wicemistrz Węgier (2 razy): 1945/1946, 1947/1948
- III miejsce (14 razy): 1924/1925, 1925/1926, 1946/1947, 1953, 1959/1960, 1968, 1970/1971, 1972/1973, 1979/1980, 1980/1981, 1997/1998, 1999/2000, 2000/2001, 2016/17
- Puchar Węgier (4 razy): 1954/1955, 1972/1973, 1980/1981, 1985/1986
- Finał Pucharu (4 razy): 1979/1980, 1999/2000, 2005/2006, 2016/2017
- W I lidze: 1916/1917 – 1928/1929, 1930/1931 – 1931/1932, 1942/1943 – 2001/2002, 2004/2005 – 2011/12, 2015/16-2017/18, 2022/23,
- półfinał Pucharu Mistrzów: 1957/1958

## Byli słynni zawodnicy
- János Farkas, brązowy medalista Mistrzostw Europy w 1964
- László Kiss, uczestnik Mistrzostw Świata w 1982
- Gyula Lóránt, srebrny medalista Mistrzostw Świata w 1954
- László Sárosi, uczestnik Mistrzostw Świata w 1958 oraz Mistrzostw Świata w 1962
- Antal Szentmihályi, brązowy medalista Mistrzostw Europy w 1964

## Europejskie puchary
Legenda do wszystkich tabel:
- Q – runda eliminacyjna, 1/16, 1/8, 1/4, 1/2 – odpowiednia faza rozgrywek, Grupa – runda grupowa, 1r gr – pierwsza runda grupowa, 2r gr – druga runda grupowa, F – finał, R – runda, PO – play-off
- k. – rzuty karne, los. – losowanie, Dogr. – dogrywka, w. – zasada bramek strzelonych na wyjeździe

| Sezon   | Rozgrywki                 | Runda    | Przeciwnik               | Dom | Wyjazd | Ogólnie      |
| ------- | ------------------------- | -------- | ------------------------ | --- | ------ | ------------ |
| 1957/58 | Puchar Europy             | Q        | CDNA Sofia               | 6–1 | 1–2    | 7–3          |
| 1957/58 | Puchar Europy             | 1R       | BSC Young Boys           | 2–1 | 1–1    | 3–2          |
| 1957/58 | Puchar Europy             | 1/4      | AFC Ajax                 | 4–0 | 2–2    | 6–2          |
| 1957/58 | Puchar Europy             | 1/2      | Real Madryt              | 2–0 | 0–4    | 2–4          |
| 1961/62 | Puchar Europy             | Q        | Real Madryt              | 0–2 | 1–3    | 1–5          |
| 1962/63 | Puchar Europy             | Q        | Fredrikstad              | 7–0 | 4–1    | 11–1         |
| 1962/63 | Puchar Europy             | 1R       | Feyenoord                | 2–2 | 1–1    | 3–3, 0–1 (N) |
| 1966/67 | Puchar Europy             | 1R       | Sporting CP              | 5–0 | 2–0    | 7–0          |
| 1966/67 | Puchar Europy             | 2R       | Inter Mediolan           | 0–2 | 1–2    | 1–4          |
| 1967/68 | Puchar Europy             | 1R       | Dundalk                  | 8–1 | 1–0    | 9–1          |
| 1967/68 | Puchar Europy             | 2R       | Valur                    | 6–0 | 5–1    | 11–1         |
| 1967/68 | Puchar Europy             | 1/4      | SL Benfica               | 0–0 | 0–3    | 0–3          |
| 1971/72 | Puchar UEFA               | 1R       | Shelbourne               | 1–0 | 1–1    | 2–1          |
| 1971/72 | Puchar UEFA               | 2R       | St. Johnstone            | 1–0 | 0–2    | 1–2          |
| 1975/76 | Puchar UEFA               | 1R       | VOEST Linz               | 4–0 | 0–2    | 4–2          |
| 1975/76 | Puchar UEFA               | 2R       | Sporting CP              | 3–1 | 1–2    | 4–3          |
| 1975/76 | Puchar UEFA               | 3R       | FC Barcelona             | 0–1 | 1–3    | 1–4          |
| 1973/74 | Puchar Zdobywców Pucharów | 1R       | Sunderland               | 0–2 | 0–1    | 0–3          |
| 1977/78 | Puchar Europy             | 1R       | Borussia Mönchengladbach | 0–3 | 1–1    | 1–4          |
| 1980/81 | Puchar UEFA               | 1R       | Boavista FC              | 0–2 | 1–0    | 1–2          |
| 1981/82 | Puchar Zdobywców Pucharów | 1R       | Enosis Neon Paralimni    | 8–0 | 0–1    | 8–1          |
| 1981/82 | Puchar Zdobywców Pucharów | 2R       | Standard Liège           | 0–2 | 1–2    | 1–4          |
| 1986/87 | Puchar Zdobywców Pucharów | 1R       | Velež Mostar             | 2–2 | 2–3    | 4–5          |
| 1996    | Puchar Intertoto          | Grupa 10 | Lierse                   | 2–0 |        | 2. miejsce   |
| 1996    | Puchar Intertoto          | Grupa 10 | Gaziantepspor            |     | 2–3    | 2. miejsce   |
| 1996    | Puchar Intertoto          | Grupa 10 | Narva Trans              | 4–1 |        | 2. miejsce   |
| 1996    | Puchar Intertoto          | Grupa 10 | FC Groningen             |     | 1–1    | 2. miejsce   |
| 1997    | Puchar Intertoto          | Grupa 7  | Öster                    |     | 4–1    | 2. miejsce   |
| 1997    | Puchar Intertoto          | Grupa 7  | Universitāte Rīga        | 3–0 |        | 2. miejsce   |
| 1997    | Puchar Intertoto          | Grupa 7  | İstanbulspor             |     | 0–2    | 2. miejsce   |
| 1997    | Puchar Intertoto          | Grupa 7  | Werder Brema             | 2–0 |        | 2. miejsce   |
| 1999    | Puchar Intertoto          | 1R       | Union Luxembourg         | 4–0 | 3–1    | 7–1          |
| 1999    | Puchar Intertoto          | 2R       | Neuchâtel Xamax          | 1–0 | 2–0    | 3–0          |
| 1999    | Puchar Intertoto          | 3R       | Polonia Warszawa         | 1–2 | 0–2    | 1–4          |
| 2000/01 | Puchar UEFA               | Q        | Ventspils                | 3–1 | 1–2    | 4–3, Dogr.   |
| 2000/01 | Puchar UEFA               | 1R       | AEK Ateny                | 2–2 | 0–2    | 2–4          |
| 2005    | Puchar Intertoto          | 1R       | ZTS Dubnica              | 0–0 | 0–2    | 0–2          |
| 2017/18 | Liga Europy               | 1Q       | Beitar Jerozolima        | 0–3 | 3–4    | 3–7          |

## Skład piłkarski na sezon 2017/2018
| Nr | Poz. | Piłkarz                  |
| -- | ---- | ------------------------ |
| 1  | BR   | Gergely Nagy             |
| 3  | PO   | Manjrekar James          |
| 4  | OB   | Kire Ristewski           |
| 6  | PO   | Donát Szivacski          |
| 7  | OB   | Szilveszter Hangya       |
| 8  | NA   | Martin Ádám              |
| 9  | NA   | Norbert Csiki            |
| 10 | NA   | Mohamed Remili (kapitan) |
| 13 | PO   | Zsombor Berecz           |
| 14 | NA   | Bálint Gaál              |
| 17 | NA   | Jewhen Pawłow            |
| 19 | OB   | Felix Burmeister         |

| Nr | Poz. | Piłkarz                              |
| -- | ---- | ------------------------------------ |
| 20 | PO   | Márk Kleisz                          |
| 23 | PO   | Máté Vida                            |
| 27 | NA   | Benedek Murka                        |
| 28 | OB   | Tamás Vaskó                          |
| 31 | PO   | Dávid Barczi                         |
| 32 | OB   | Vít Beneš                            |
| 77 | PO   | Tamás Egerszegi                      |
| 86 | OB   | Zsolt Laczkó                         |
| 87 | BR   | Ľuboš Kamenár                        |
| 90 | BR   | Dániel Póser                         |
| 98 | PO   | Bálint Vogyicska (wypożyczony z MTK) |